# Satawan

Satawan é um atol situado a cerca de 250 km a sudeste de Chuuk. Geograficamente faz parte das Ilhas Nomoi ou Islas Mortlock nas Ilhas Carolinas e administrativamente integra o Estado de Chuuk, nos  Estados Federados da Micronésia. Um campo de aviação japonesa encontrava-se no atol durante a Segunda Guerra Mundial. Tem 2935 habitantes e 5,13 km2 de área.
O atol Satawan administrativamente consta de quatro dos 40 municípios do Estado de Chuuk, designados segundo o nome dos ilhéus principais:
- Satowan (Satawan) (este)
- Ta (sul)
- Kuttu (Kutu) (oeste)
- Moch (More) (norte)